# 内分泌腺

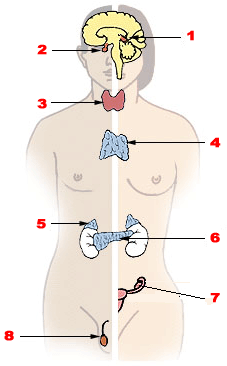
内分泌腺

内分泌腺是人体的腺体之中的一种。这些腺体没有导管因此又稱無管腺，旧称𣝗。它们分泌的激素直接进入腺体内的毛细血管，并随着血液循环输送到全身各处。

## 定义
内分泌腺是人体的腺体之中的一种，它所分泌的物质直接进入血液，称为激素。由许多不同的内分泌腺组成的系统称为内分泌系统，和神经系统并称为两大人体调节系统。

## 作用
内分泌腺所分泌的激素可以调节人体以保持内稳态。